# Оборона Риги (1812)
Оборона Риги — оборона Риги от французских и прусских войск в ходе Отечественной войны 1812 года.

## Силы сторон
Ригу осаждал 10-й корпус маршала Ж. Макдональда, состоявший из французских (включавших польские, баварские и вестфальские) и прусских войск. Непосредственно осаждали Ригу прусские войска, к которым затем на помощь была направлена французская бригада.
Русский гарнизон Риги насчитывал 18 тысяч человек (42 батальона). Обороной Риги руководил рижский военный губернатор генерал-лейтенант И. Н. Эссен.
23 июня (5 июля) в Ригу прибыли британские военные корабли «Абукир», «Ариел» и «Ренард» под командованием контр-адмирала Т. Мартина, после чего британцы и русские стали сооружать канонерские лодки. На часть из них были назначены команды из британских моряков.

## Ход боевых действий

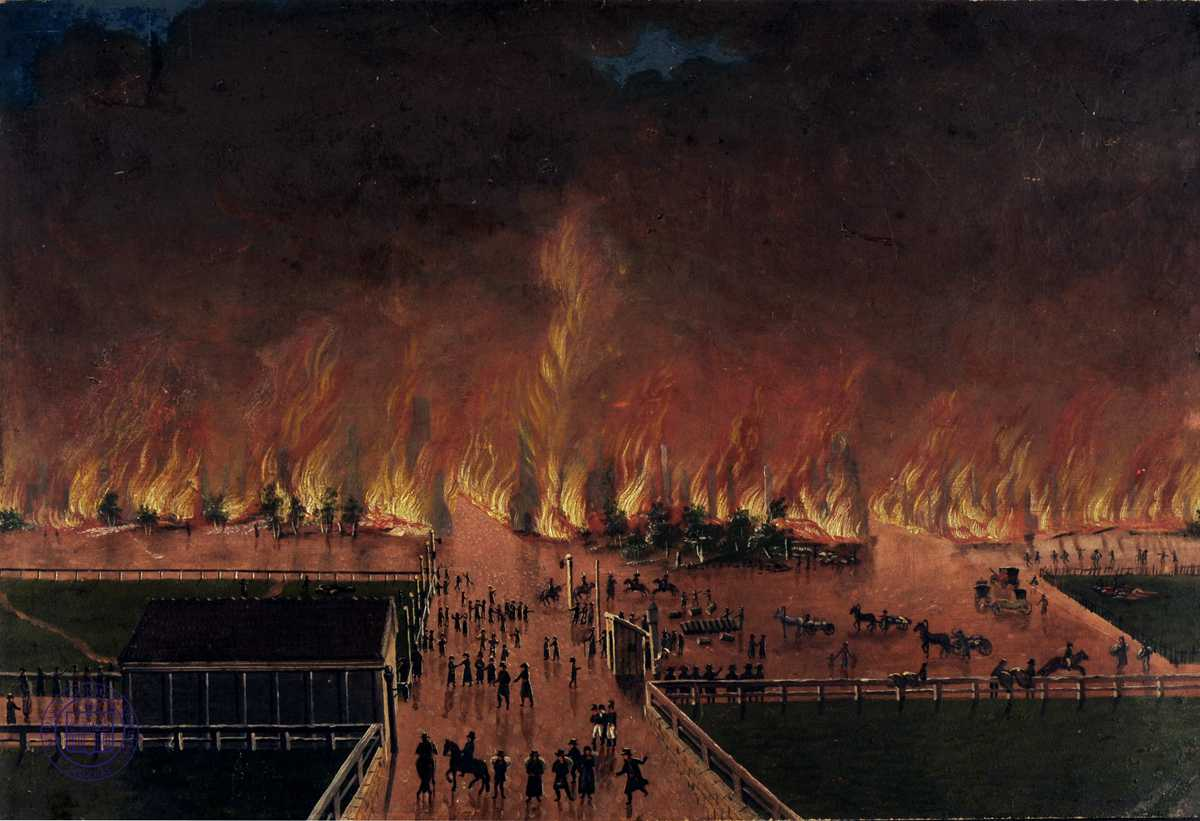
Пожар в предместье Риги в ночь с 11 на 12 (с 23 на 24) июля 1812 года

После неудачных попыток остановить пруссаков на дальних подступах к Риге и неудачного боя 7 (19) июля отряда генерала Ф. Ф. Левиза с пруссаками под Экау был отдан приказ о сожжении предместий Риги. Из-за сильного ветра пожар оказался неконтролируемым и тысячи горожан остались без крова и имущества.
К концу лета 1812 года осаждавшие Ригу пруссаки заняли позицию полукругом вокруг Риги по линии Шлок—Олай — Кирхгольм. 24 июля (5 августа) генерал Левиз атаковал прусские войска в районе Шлока и продвинулся далее до Кальнцема. В этом походе участвовали британские и русские канонерские лодки капитанов Стюарта и Развозова, действовавшие на реке Аа. Но после передислокации своих войск прусский генерал Ф. Клейст сумел к 27 июля (8 августа) оттеснить русских к Риге.
10 (22) августа русские предприняли наступление на Кирхгольм, нанося при этом отвлекающие удары на Олай и Шлок. Понеся значительные потери, пруссаки отошли к Олаю, но затем они контратаковали и 26 августа (7 сентября) русские войска без боя отошли на исходные позиции.
После этого Макдональд, располагавшийся вблизи захваченного ещё 16 июля Динабурга, перебросил в Якобштадт на помощь пруссакам бригаду Гюнербейна из состава 7-й французской дивизии. Артиллерийский парк из 130 орудий, собранный для осады Риги, был сосредоточен в Руентале. Но занявший Москву Наполеон, стремившийся заключить с Россией мир, приказал Макдональду повременить с действиями против Риги.
Для отвлечения внимание противника от Риги британский контр-адмирал Мартин по согласованию с генералом Эссеном в августе предпринял рейд на Данциг британско-российской эскадры.
10 (22) сентября в Ригу прибыл из Финляндии русский 10-тысячный корпус Ф. Ф. Штейнгеля. Ему было приказано вместе с рижским гарнизоном отбросить осаждавших от города и уничтожить осадный артиллерийский парк. Теперь объединённые русские войска в Риге насчитывали 22 тыс. человек (по другим данным, 25 тыс. человек) против около 20 тыс. пруссаков и французов.
Однако отсутствие взаимопонимания между рижским военным губернатором Эссеном и Штейнгелем привело к неудаче в сражении при Мезотене 17 (29) сентября.
В середине октября русские войска предприняли наступление на Кирхгольм и по реке Аа (при поддержке канонерских лодок) на Шлок и Вольгунд. Но пруссаки, хотя и понесли большие потери, удержали свои позиции.
Неудачи под Ригой вызвали 14 (26) октября замену Эссена генерал-лейтенантом Ф. О. Паулуччи. Корпус Штейнгеля был передан в подчинение П. Х. Витгенштейну. 
Макдональд решил отрезать и захватить все русские отряды и приказал произвести наступление в разных направлениях. 1 (17) ноября Гюнербейн занял Томсдорф и захватил близ него русский отряд, в плен попало 9 офицеров и 130 солдат. На другой день Массенбах без боя занял Фридрихштадт, откуда русские отступили, потеряв до 150 человек пленными (в том числе 10 офицеров).
Русские опасались, что Макдональд воспользуется для штурма Риги тем, что Западная Двина и крепостные рвы покрылись льдом и больше не представляют преграды. В связи с этим несколько канонерских лодок вморозили в лёд в реке вдоль крепости, шестами постоянно разламывали лёд во рвах, валы крепости поливали водой для их обледенения.
Но уже 6 (18) декабря 1812 года, в связи с общим отступлением французов из России, Макдональд приказал 7-й дивизии отступить к Бауску, а 7 декабря отдал приказ об отступлении всего 10-го корпуса из Курляндии. 8 (20) декабря и прусские войска генерала Йорка начали отступление из Митавы.

## В популярной культуре
В книге «Коммодор» из историко-приключенческого цикла о Горацио Хорнблауэре, офицере британского военно-морского флота конца XVIII — начала XIX веков, Сесил Скотт Форестер описывает вымышленные детали обороны Риги в 1812 г.